# Victoria Bond
Victoria Bond (* 6. Mai 1945 in Los Angeles) ist eine US-amerikanische Dirigentin, Komponistin und Hochschullehrerin.

## Familiäre Verhältnisse
Victoria Bond stammt aus einer Musikerfamilie. Sie ist die einzige Tochter von Jane Courtland und Philip Bond. Ihre Mutter war ein Wunderkind am Klavier, eine der Jüngsten, die jemals an der Juilliard School of Music eingeschrieben waren. Jane Courtland gewann den Liszt Wettbewerb in Budapest, studierte im Ausland und trat dort auf. Vor ihrer Heirat hatte sie eine Zeitlang in New York City eine eigene Radiosendung. Victoria Bonds Vater war Arzt, sang aber auch an der New York City Opera Bassrollen, soweit es seine Zeit erlaubte.
Victoria Bonds Großmutter war Mitglied in einem Chor. Dort lernte sie ihren späteren Ehemann, den Komponisten und Dirigenten Samuel Epstein, kennen.
Während des Studiums an der Juilliard School of Music lernte Victoria Bond den späteren Anwalt Stephan Peskin kennen. Die beiden heirateten 1974.

## Kindheit
Auch bei Victoria Bond zeigte sich die musikalische Begabung sehr früh. Ohne Klavierunterricht gehabt zu haben, konnte sie bereits spielen, als sie in den Kindergarten kam. Schon im Alter von neun oder zehn Jahren begleitete sie gemeinsam mit ihrer Mutter ihren Vater bei einem Auftritt vierhändig am Klavier.
Sie besuchte zuerst eine Waldorfschule, dann die Mannes School of Music.

## Beruflicher Werdegang

### Ausbildung
1968 begann Victoria Bond ihr Kompositionsstudium bei Ingolf Dahl an der University of Southern California, das sie mit dem Bachelor of Musical Arts abschloss. 1975 setzte sie das Studium der Komposition bei Roger Sessions und Vincent Persichetti fort und widmete sich bei Jean Morel und Sixten Ehrling an der Juilliard School of Music dem Dirigieren. Am Ende dieser Phase stand der Erwerb des Mastertitels (Master of Musical Arts). 1977 wurde sie als erste Frau an demselben Konservatorium zum Doctor of Musical Arts promoviert.

### Professionelle Tätigkeiten
Victoria Bond leitete bereits zahlreiche Orchester.
Von 1978 bis 1980 war sie Exxon/Arts–Endowment–Dirigentin beim Pittsburgh Symphony Orchestra sowie musikalische Leiterin der Pittsburgh Youth Symphony und der New Amsterdam Symphony.
Zwischen 1984 und 1995 war sie musikalische Leiterin der Bel Canto Opera Company in New York City, des Southeastern Music Center, des Empire State Youth Orchestra, des Roanoke Symphony Orchestra, Virginia sowie Assistenzdirigentin an der New York City Opera.
Auch im Hochschulbereich war Victoria Bond tätig: Sie lehrte unter anderem an der Juilliard School of Music, der University of California und der New York University.

### Gastdirigate (Auswahl)
Victoria Bond dirigierte in den USA, unter anderem in Houston, Texas, Pittsburgh, Pennsylvania und auch bei den Buffalo Symphonies. Auftritte und Aufnahmen mit Ray Charles, Billy Taylor und Marian McPartland sind ebenfalls Teil ihres Lebenswerks. Sie übernahm auch Gastdirigate in China und Brasilien, richtete sich in der jüngsten Zeit jedoch verstärkt an Europa, insbesondere Deutschland, aus.

## Repertoireschwerpunkte
Victoria Bond beherrscht sowohl das symphonische als auch das Opernrepertoire in der gesamten Breite. Neben dem Standardrepertoire ist sie auch mit der Interpretation zeitgenössischer Musik vertraut. Sie verfügt über eine breite Kenntnis der Werke von Komponistinnen und hat zahlreiche Erst- und Uraufführungen geleitet.

## Auszeichnungen (Auswahl)
Victoria Bond wurde mit zahlreichen Auszeichnungen geehrt: 1977 erhielt sie den Victor Herbert Award der Juilliard School of Music. Auch mit dem American Academy of Arts and Letters’ Walter Hinrichsen Award, dem Perry F. Kendig Award und dem Miriam Gideon Prize wurde sie ausgezeichnet.
Mehrere universitäre Einrichtungen verliehen ihr 1994/1995 die Ehrendoktorwürde (Hollins College, Roanoke College, Washington University, Lee University).
1990 und 1991 wurde sie in Virginia zur Frau des Jahres gewählt.

## Mitgliedschaften
Von 1987 bis 1996 war Victoria Bond Ausschussmitglied im American Music Center.

## Kompositionen (Auswahl)
Victoria Bond hat acht Opern, sechs Ballette, zwei Klavierkonzerte komponiert. Außerdem stammen zahlreiche Kompositionen für Orchester, Kammermusikensembles, Chor und Klavier von ihr.
Darunter findet sich auch die Oper Mrs. President über Victoria Woodhull, die 1872 als erste Frau für die Präsidentschaft der USA kandidierte. Das Werk wurde 2012 an der Oper in Anchorage, Alaska uraufgeführt: Victoria Bond hat auch die Kinderoper Everyone Is Good For Something (1986) komponiert.

## Diskografie (Auswahl)
- 1994 Thinking Like A Mountain auf: Live from Shanghai, Shanghai Symphony An American Collage (Protone) Dreams of Flying (Qualiton)
- 1998 Sandburg Suite auf Character Sketches (als Komponistin) (Leonarda Records 334)
- 1999  Black Light auf American Piano Concertos (als Komponistin) (Koch Schwann 3133)